# Ficattola
La ficàttola è una pasta fritta dolce o salata tipica della Toscana, la cui composizione varia a seconda delle località.
Simile agli sgabei liguri, viene solitamente farcita con formaggi o salumi.
Nel Mugello e nel Pratese è fatta con pasta per il pane fritta in olio d'oliva con all'interno una fetta di pancetta. 
È un prodotto tipico anche a Imola (Romagna) e condivide il territorio con la piadina fritta. 
A Borgo Tossignano (valle del Santerno, Romagna) è caratterizzata da un impasto fritto allungato simile a un grosso grissino. 
È conosciuta anche come "zonzella" nelle zone limitrofe a Castagneto Carducci e nella val di Cornia e "donzella" nell'alta Maremma.
Tra le sagre più famose in Toscana, la Festa della Ficattola a Bientina (Pisa), nel mese di giugno, ad Impruneta (FI) presso il Rione Sante Marie e a luglio a Fornacette nel comune di Montespertoli (FI).